# Stars League de Catar 2018-19
La temporada 2018-19, fue la edición 46 de la Liga de fútbol de Catar, el campeonato de máxima categoría del fútbol en Catar. La temporada comenzó el 4 de agosto de 2018 y terminó el 13 de abril de 2019.
El Al-Duhail SC parte como el campeón defensor, luego de obtener su sexto título.

## Equipos
El club Al-Shahaniya SC fue promovido de la Segunda División de Catar 2017-18. Sustituyó al club Al-Markhiya SC

### Ciudades y estadios
| Pos.   | Equipo            | Ciudad    | Estadio                       | Capacidad |
| ------ | ----------------- | --------- | ----------------------------- | --------- |
| 1      | Al-Duhail SC      | Doha      | Lekhwiya Sports Stadium       | 12.000    |
| 2      | Al-Sadd SC        | Doha      | Jassim Bin Hamad Stadium      | 15.000    |
| 3      | Al-Rayyan SC      | Doha      | Jassim Bin Hamad Stadium      | 15.000    |
| 4      | Al-Gharafa SC     | Doha      | Jassim Bin Hamad Stadium      | 15.000    |
| 5      | Umm-Salal SC      | Doha      | Jassim Bin Hamad Stadium      | 15.000    |
| 6      | Al-Sailiya SC     | Al-Rayyan | Estadio Internacional Khalifa | 40.000    |
| 7      | Al-Arabi SC       | Al-Rayyan | Estadio Internacional Khalifa | 40.000    |
| 8      | Qatar SC          | Doha      | Jassim Bin Hamad Stadium      | 15.000    |
| 9      | Al-Khor SC        | Al-Rayyan | Estadio Internacional Khalifa | 40.000    |
| 10     | Al-Ahli Doha      | Doha      | Jassim Bin Hamad Stadium      | 15.000    |
| 11     | Al-Kharitiyath SC | Al-Rayyan | Estadio Internacional Khalifa | 40.000    |
| 1 (SD) | Al-Shahaniya SC   | Al-Rayyan | Estadio Internacional Khalifa | 40.000    |

## Tabla de posiciones
| Pos. | Equipo         | Pts. | PJ | G  | E | P  | GF  | GC | Dif. | Clasificación o descenso                                              |
| ---- | -------------- | ---- | -- | -- | - | -- | --- | -- | ---- | --------------------------------------------------------------------- |
| 1    | Al-Sadd (C)    | 57   | 22 | 18 | 3 | 1  | 100 | 22 | +78  | Clasifica a Liga de Campeones de la AFC 2020 y Mundial de Clubes 2019 |
| 2    | Al-Duhail      | 50   | 22 | 15 | 5 | 2  | 52  | 17 | +35  | Clasifica a Liga de Campeones de la AFC 2020                          |
| 3    | Al-Sailiya     | 38   | 22 | 12 | 2 | 8  | 38  | 26 | +12  | Clasifica a Ronda de Playoff de Liga de Campeones de la AFC 2020      |
| 4    | Al-Rayyan      | 37   | 22 | 10 | 7 | 5  | 34  | 31 | +3   | Clasifica a Ronda de Playoff de Liga de Campeones de la AFC 2020      |
| 5    | Al-Ahli        | 34   | 22 | 10 | 4 | 8  | 32  | 39 | −7   |                                                                       |
| 6    | Al-Arabi       | 30   | 22 | 10 | 0 | 12 | 27  | 41 | −14  |                                                                       |
| 7    | Al-Shahania    | 27   | 22 | 7  | 6 | 9  | 26  | 34 | −8   |                                                                       |
| 8    | Al-Gharafa     | 26   | 22 | 7  | 5 | 10 | 35  | 39 | −4   |                                                                       |
| 9    | Umm Salal      | 23   | 22 | 6  | 5 | 11 | 24  | 44 | −20  |                                                                       |
| 10   | Al-Khor        | 20   | 22 | 5  | 5 | 12 | 22  | 36 | −14  |                                                                       |
| 11   | Qatar SC       | 16   | 22 | 4  | 4 | 14 | 20  | 42 | −22  | Playoffs de descenso                                                  |
| 12   | Al-Kharaitiyat | 15   | 22 | 5  | 0 | 17 | 19  | 58 | −39  | Descenso a la Qatargas League.                                        |

 Fuente: QSL
Criterios de clasificación: 1) Puntos; 2) Diferencia de Gol; 3) Goles convertidos;

## Resultados
| Local \ Visitante | ARA  | AHL | DUH | GHA | KHA | KHO | SAD | SAI | SHA | RAY | QAT | UMM |
| ----------------- | ---- | --- | --- | --- | --- | --- | --- | --- | --- | --- | --- | --- |
| Al-Arabi          |      | 0–3 | 0–3 | 1–2 | 2–1 | 1–0 | 0–3 | 0–2 | 2–1 | 0–1 | 0–1 | 5–1 |
| Al Ahli           | 2–1  |     | 1–2 | 0–4 | 3–2 | 1–1 | 4–1 | 0–1 | 0–0 | 1–1 | 2–0 | 0–0 |
| Al-Duhail         | 2–0  | 6–0 |     | 4–2 | 4–1 | 6–0 | 2–2 | 1–0 | 5–1 | 0–0 | 1–1 | 2–0 |
| Al-Gharafa        | 3–0  | 1–3 | 0–0 |     | 0–2 | 6–0 | 1–8 | 2–1 | 0–0 | 4–2 | 1–3 | 2–3 |
| Al Kharaitiyat    | 0–1  | 1–2 | 1–0 | 3–0 |     | 1–5 | 0–6 | 0–5 | 0–1 | 0–6 | 1–0 | 1–2 |
| Al-Khor           | 0–1  | 0–2 | 0–1 | 0–0 | 4–0 |     | 1–2 | 1–2 | 1–1 | 1–0 | 3–1 | 1–0 |
| Al Sadd           | 10–1 | 7–2 | 3–1 | 1–1 | 7–1 | 6–2 |     | 1–1 | 4–0 | 5–0 | 8–1 | 6–1 |
| Al-Sailiya        | 2–3  | 4–2 | 0–1 | 2–1 | 5–2 | 2–1 | 0–2 |     | 1–3 | 1–2 | 0–1 | 2–1 |
| Al-Shahania       | 0–3  | 1–2 | 0–3 | 3–1 | 1–0 | 1–1 | 1–4 | 0–1 |     | 3–0 | 3–2 | 1–1 |
| Al-Rayyan         | 3–1  | 2–0 | 2–2 | 1–1 | 2–1 | 1–0 | 0–4 | 2–2 | 1–0 |     | 4–3 | 1–1 |
| Qatar SC          | 1–2  | 0–1 | 2–3 | 0–2 | 2–0 | 0–0 | 1–5 | 0–2 | 0–0 | 0–2 |     | 0–1 |
| Umm Salal SC      | 0–3  | 4–1 | 1–3 | 2–1 | 0–1 | 1–0 | 1–5 | 0–2 | 2–5 | 1–1 | 1–1 |     |

## Goleadores
| N.º | Jugador                | Equipo      | Goles |
| --- | ---------------------- | ----------- | ----- |
| 1   | Baghdad Bounedjah      | Al-Sadd     | 39    |
| 2   | Youssef El-Arabi       | Al-Duhail   | 26    |
| 2   | Akram Afif             | Al-Sadd     | 26    |
| 4   | Rachid Tiberkanine     | Al-Sailiya  | 13    |
| 4   | Abdulgadir Ilyas Bakur | Al-Sailiya  | 13    |
| 6   | Hassan Al-Haidos       | Al-Sadd     | 10    |
| 7   | Rodrigo Tabata         | Al-Rayyan   | 9     |
| 7   | Yannick Sagbo          | Umm Salal   | 9     |
| 9   | Wágner                 | Al-Khor     | 8     |
| 9   | Vladimír Weiss         | Al-Gharafa  | 8     |
| 9   | Luciano Vázquez        | Al-Shahania | 8     |
| 9   | Mahmoud Al-Mawas       | Umm Salal   | 8     |
| 9   | Mehdi Taremi           | Al-Gharafa  | 8     |